# Lions Clubs International
Lions Clubs International (LCI) este o organizație non-politică seculară, care a luat naștere pe 7 iunie 1917, în Statele Unite ale Americii, la inițiativa omului de afaceri Melvin Jones. Lions Clubs International este cea mai mare organizație de servicii prin voluntariat din lume. Această organizație este reprezentată în peste 200  de țări având 842 districte cu peste 49.000 de cluburi și peste 1.420.000 de membri. În România Districtul 124 este format din 88 de cluburi în care activează peste 1.800 de membri.
LIONS provine de la inițialele cuvintelor “Liberty, Intelligence, Our Nations Safety”. Sigla acestei organizații are ca element figurativ doi lei, unul ce privește cu mândrie spre activitatea din trecut, iar altul ce privește cu încredere activitatea viitoare a membrilor asociației.

## Istoric
- 1879 – 13 ianuarie – se naște MELVIN JONES în Arizona la Fort Thomas
- 1917 – 7 iunie – Adunarea în Hotel LaSalle, Chicago; scopul: crearea unei asociații pentru servicii umanitare; organizator: Melvin Jones, secretarul „Business Circle” Chicago
- 1919 – Convenția de la Chicago. Sloganul devine: Libertate, Inteligență, Intru Salvgardarea Națiunii Noastre (Liberty, Intelligence, Our Nation Safety). Actuala emblemă a fost inspirată dintr-o pictură de Rosa Bonheur. Se fondează revista THE LION
- 1920 – Asociația devine internațională. Primul club din afara granițelor SUA o fost organizat la Windsor, Ontario, Canada.
- 1961 – 1 iunie – moare Melvin Jones
- 1996 – se înființează Asociația Cluburilor Lions District 124 România
- 2009 – primul guvernator femeie din Romania: Adriana Cazan, LC Sibiu Millenium
- 2012 – primul Director Internațional ales în conducerea Lions Clubs International, din România: dr. Benedict Ancăr

## Obiective
Misiunea Cluburilor Lions este crearea și menținerea unui spirit de comuniune între toți oamenii în privința ajutorului umanitar prin intermediul voluntariatului, prin implicarea în comunitate și prin cooperare la toate nivelele atat naționale cât și internaționale.In cadrul acestei asociatii se regăsesc oameni de diferite profesii, bărbați și femei uniți în prietenie și dorința de a ajuta.
Lionismul militează pentru crearea și menținerea spiritului de înțelegere între toți oamenii indiferent de rasă, naționalitate, religie implicându-se prin voluntariat în comunitate, încurajând membrii în a-și servi comunitatea în mod dezinteresat, fără recompense materiale personale, prin cooperare la toate nivelele atât naționale cât și internaționale. Totodată, prin intermediul acestei asociații se urmărește promovarea și dezvoltarea relațiilor interumane, unirea membrilor prin legături de prietenie, de bună camaraderie pentru a putea răspunde devizei „We serve (Noi servim)”, fiecare membru Lions fiind devotat cauzei acestei mișcări punând totdeauna mai presus de trăirile și orgoliile personale, interesul și dezvoltarea comunității.

## Scopul organizației
- De a organiza, supraveghea și superviza cluburile Lions existente pe teritoriul României;
- Să coordoneze activitățile de administrare și standardizare în cluburile Lions;
- Să creeze și să dezvolte un spirit de înțelegere între popoarele lumii;
- Să promoveze principiile bunei guvernări și buna cetățenie;
- Să manifeste un interes activ în acțiuni civice, culturale, sociale și morale pentru bunăstarea comunității;
- Să unească cluburile prin legături de prietenie, de bună înțelegere reciprocă și respect;
- Să ofere un forum pentru discutarea deschisă a tuturor chestiunilor de interes public, cu excepția politicii partizane și a prozelitismului religios;
- Să încurajeze oamenii ca să-și servească comunitatea fără recompense financiare, să încurajeze eficiența și să promoveze standarde etice ridicate domeniile în care activează

## Răspândirea Lionismului

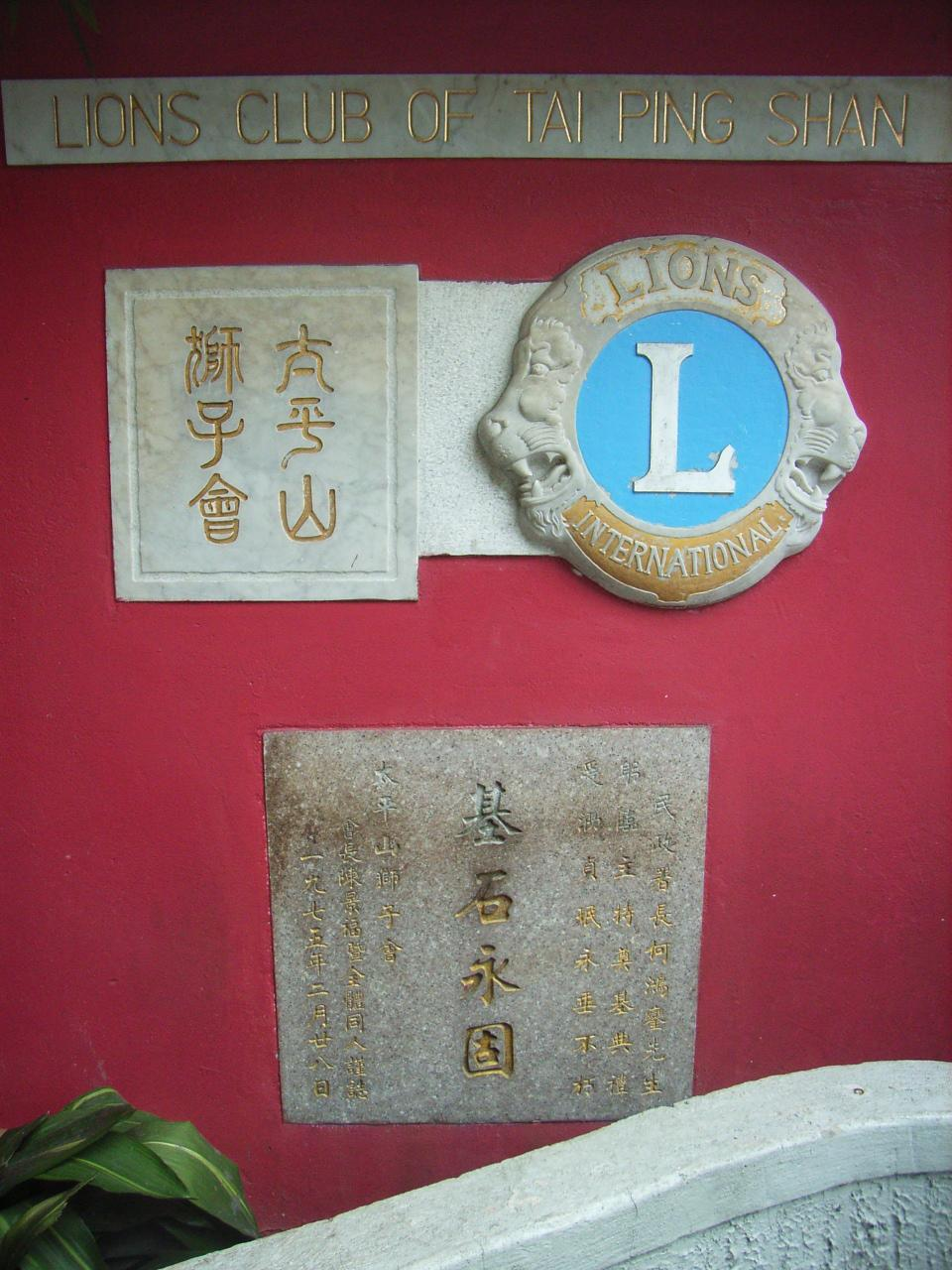
International Lions Club Hong Kong

### Lions Clubs în lume

Map showing Lions Clubs involvement around the globe.

Organizația a devenit internațională pe 12 martie 1920, când a apărut primul club în Canada, în Windsor, Ontario. De atunci Lions Club s-a răspândit în lumea întreagă și ajuns să aibă peste 1.368.683 de membri. Mai jos sunt listate datele aderării unor țări sau regiuni.
- 1917 SUA
- 1920 Canada
- 1926-1949 China (under the then ROC government) Later re-established in Taiwan 1958 when the ROC government moved to Taiwan.
- 1926 China (Tianjin)
- 1927 Mexic (Nuevo Laredo)
- 1927 Cuba (Havana)
- 1935 Panama (Colón)
- 1944 Peru (Lima)
- 1947 Australia[3]
- 1948 Franța
- 1948 Pakistan
- 1948 Suedia
- 1949 Norvegia
- 1949 Filipine
- 1950 Regatul Unit and Irlanda
- 1950 Finlanda și Danemarca
- 1951 Germania
- 1951 Islanda
- 1951 Italia
- 1952 Brazilia și Liban
- 1954 Argentina[4]
- 1955 Hong Kong and Macau
- 1955 New Zealand[5]
- 1956  India
- 1957 Africa de Sud[6]
- 1958 Singapore
- 1958 Taiwan ROC
- 1959 Malaysia
- 1960 Israel
- 1962 Liban [7]
- 1963 Turcia
- 1964 Ecuador
- 1969 Indonezia
- 1972 Bangladesh
- 1989 Polonia
- 1990 România
- 1992 Bulgaria
- 2002 Republica Populară Chineză (Guangdong și Shenzhen, chartered on May 14, are the first international service clubs to be granted permission by the government of the PRC to operate in mainland China)
- 2007 Irak
- 2014 Azerbaidjan

## Convenție internațională
O convenție internațională are loc anual cu membrii Lions din toată lumea, pentru a alege conducerea biroului din anul următor și pentru a discuta despre marile proiecte ale Asociatiei Internationale care urmează a fi desfășurate. În cadrul convenției, membrii Lions pot participa la alegeri (daca sunt mandatati de cluburile sau dstrictele respective), manifestări, prezentări, discuții despre modurile cele mai eficiente pentru colectele de fonduri și proiecte de servicii, dar și pentru a face schimb de insigne si fanioane sau alte numeroase suveniruri aduse de membrii participanți la Conventie. Prima convenție internațională a avut loc în Dallas, Texas, în anul 1917, primul an al existenței clubului. Convenția din 2006 trebuia să aibă loc în New Orleans, dar distrugerile provocate de Uraganul Katrina au determinat mutarea acesteia la Boston.

### Ultimele convenții
- 97th 2014 Toronto, Canada
- 96th 2013 Hamburg, Germany
- 95th 2012 Busan, South Korea
- 94th 2011 Seattle, Washington, USA
- 93rd 2010 Sydney, New South Wales, Australia
- 92nd 2009 Minneapolis, Minnesota, USA
- 91st 2008 Bangkok, Thailand
- 90th 2007 Chicago, Illinois, USA
- 89th 2006 Boston, Massachusetts, USA
- 88th 2005 Hong Kong
- 87th 2004 Detroit, Michigan, USA
- 86th 2003 Denver, Colorado, USA
- 85th 2002 Osaka, Japan
- 84th 2001 Indianapolis, Indiana, USA

### Convenții viitoare
- 98th 2015 Honolulu, Hawaii, USA
- 99th 2016 Fukuoka, Japan
- 100th 2017 Chicago, Illinois, USA
- 101st 2018 Las Vegas, Nevada, USA
- 102nd 2019 Milan, Italy

## Exemple de acțiuni ale Cluburilor Lions și Leo din România

#### Masa de Crăciun pentru nevoiași
Membrii cluburilor Lions și Lions Iris din Timișoara au oferit o masă caldă, de Crăciun, celor cu care soarta a fost mai puțin blândă. Cei 25 de voluntari i-au servit pe cei care au venit în Piața 700 cu un meniu devenit deja obișnuit: fasole cu cârnați, murături, pâine proaspătă și cozonac.

#### Clinica mobilă oftalmologică
Aceasta se deplasează în satele din județul Timiș și în județele apropiate. Oferă consultații și rețete gratuite pentru persoanele cu probleme oftalmologice speciale.

#### Masa de Paște
Clubul Lions oferă celor nevoiași o masă caldă și cu ocazia sărbătorilor pascale. Evenimentul are loc tot în Piața 700, cu participarea directă a diverși oameni de afaceri, patroni și personalități locale. Meniul este cel consacrat, la care se adaugă ouă roșii și cozonaci.

#### Balul Caritabil
Balul Caritabil este un eveniment organizat în scopul strângerii de fonduri pentru proiectele și programele clubului. Programul balului cuprinde o licitație de obiecte de artă pentru adunarea fondurilor, un program artistic și o tombolă.

#### Testarea glicemiei
În fiecare an, pe 14 noiembrie, membri ai Cluburilor Lions Transilvania și Genesis împreună cu Clubul Leo Bastion, organizează un eveniment pentru testarea glicemiei și depistarea diabetului. Evenimentul este public, iar oricine dorește poate fi testat pe loc, de către doctorii de la Clinica de Diabetologie care lucrează împreună cu cluburile. Pentru această activitate, în 2014 organizația a primit Premiul de Excelență pentru ajutorul oferit în depistarea diabetului, în cadrul unui simpozion susținut de Societatea Română de Diabet, Nutriție și Boli Metabolice.

#### Leo Club Oradea „Veritas”
Leo Club Oradea „Veritas”, își desfășoară activitățile încă din anul 2005, clubul fiind cunoscut prin activitățile destinate tinerilor. Prima acțiune având loc în 2005, la Școala Specială nr. 1 din Oradea. Cele mai multe acțiuni ale clubului au avut legătură cu această școală. De la înființarea clubului, activitățile desfășurate au fost cu și pentru copii: Școala Specială Nr. 1 din Oradea, Căsuțele de plasament din Oradea, Centrul de Primire în regim de urgență Oradea, Grădinița din Lugașul de Sus și toți copiii care au participat la strângerea de fonduri.
Acțiuni caritabile Leo Club Oradea „Veritas”: 
- “Vino să încălzești un suflet” - vânzărea de vin fiert, ciocolată caldă și ceai în scopuri caritabile.
- “Let’s do it Romania” – participarea la proiectul național de ecologizare.
- “Un calculator pentru fiecare” – acțiune care a constat în donarea de calculatoare Grădiniței din Lugașul de Sus.
- “Leo Action Day” – un proiect național de strângere de alimente pentru masa săracilor.
- “Caritate pe caniculă”  - Leo Veritas a împărțit apă gratuit trecătorilor din centrul orașului Oradea.
- “Donează o jucărie și un zâmbet” – donare de jucării la copiii spitalului de recuperare din Băile 1 Mai și mai multe alte acțiuni caritabile.

## Structura organizatorică
Cabinetul de District
- Guvernator de District
- Imediat Past Guvernator
- Vice Guvernator 1
- Vice Guvernator 2
- Secretar
- Trezorier
- Presedinți de Regiune
- Președinți de Zonă
- Directori de Comisii de District

## Orașe din România în care există Cluburi Lions
- Arad

- Alba-Iulia

- Bacău

- Baia Mare
- Bârlad
- Bistrița
- Brașov
- București

- Buzău

- Călărași
- Câmpulung

- Cluj-Napoca

- Constanța

- Craiova
- Deva
- Drobeta Turnu-Severin

- Galați
- Iași

- Lugoj
- Mediaș
- Miercurea Ciuc
- Oradea

- Ploiești
- Rădăuți

- Reșița
- Satu Mare

- Sibiu

- Sighișoara

- Suceava

- Târgoviște
- Târgu-Mureș
- Timișoara

- Turda

## Revista The Lion
Clubul Lions publică o revistă on-line care este acompaniată de o variantă scrisă, disponibilă în întregime tot pe site. Revista prezintă activități și evenimente organizate de către Cluburile Lions românești și străine și organizațiile asociate, precum și articole de fond.